# Syncallia stellata
Syncallia stellata är en fjärilsart som beskrevs av Guérin-meneville 1844. Syncallia stellata ingår i släktet Syncallia och familjen spinnmalar. Inga underarter finns listade i Catalogue of Life.